# Lespedeza maximowiczii
Lespedeza maximowiczii är en ärtväxtart som beskrevs av Richard Conrad Schneider. Lespedeza maximowiczii ingår i släktet Lespedeza och familjen ärtväxter. Inga underarter finns listade i Catalogue of Life.

## Bildgalleri

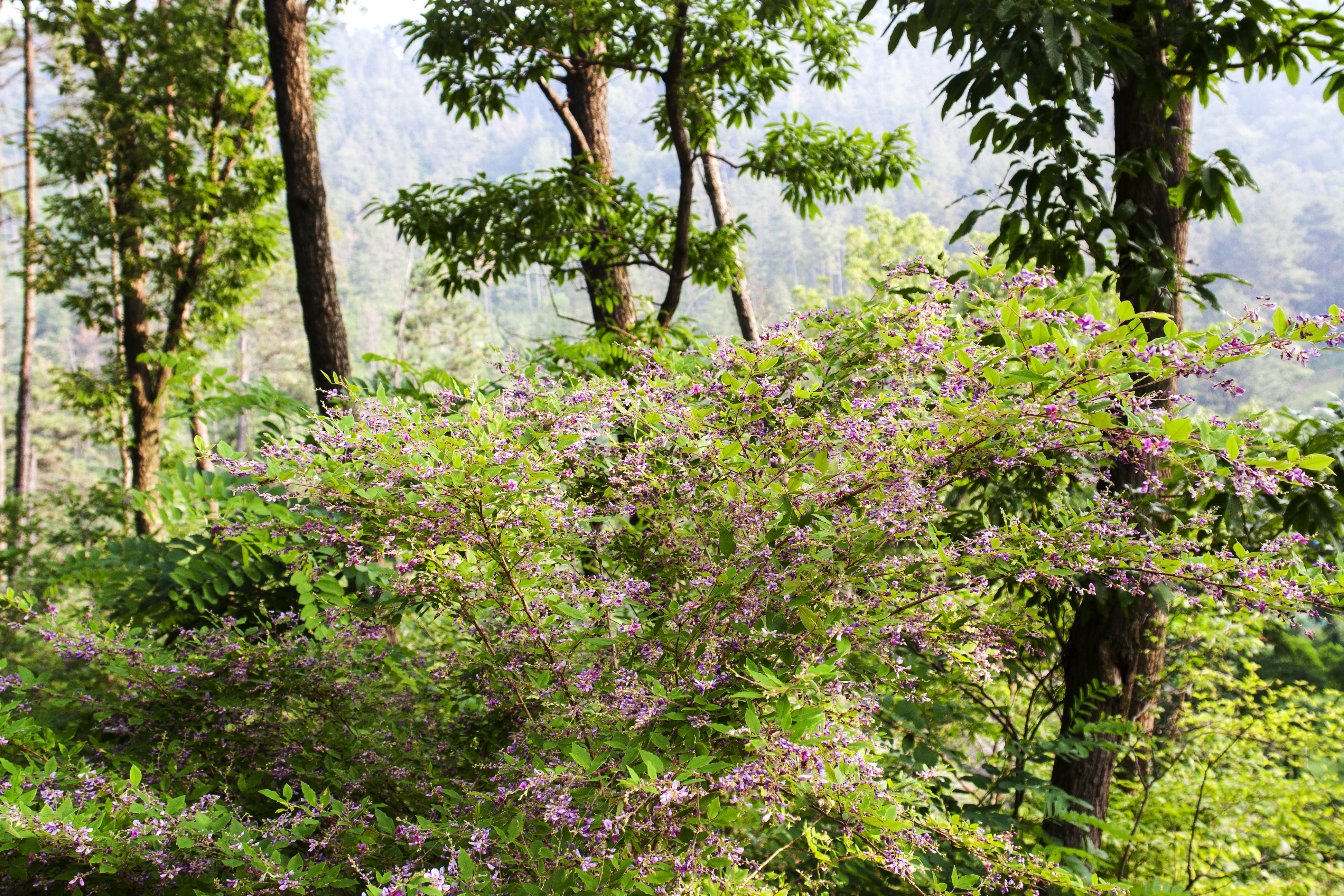
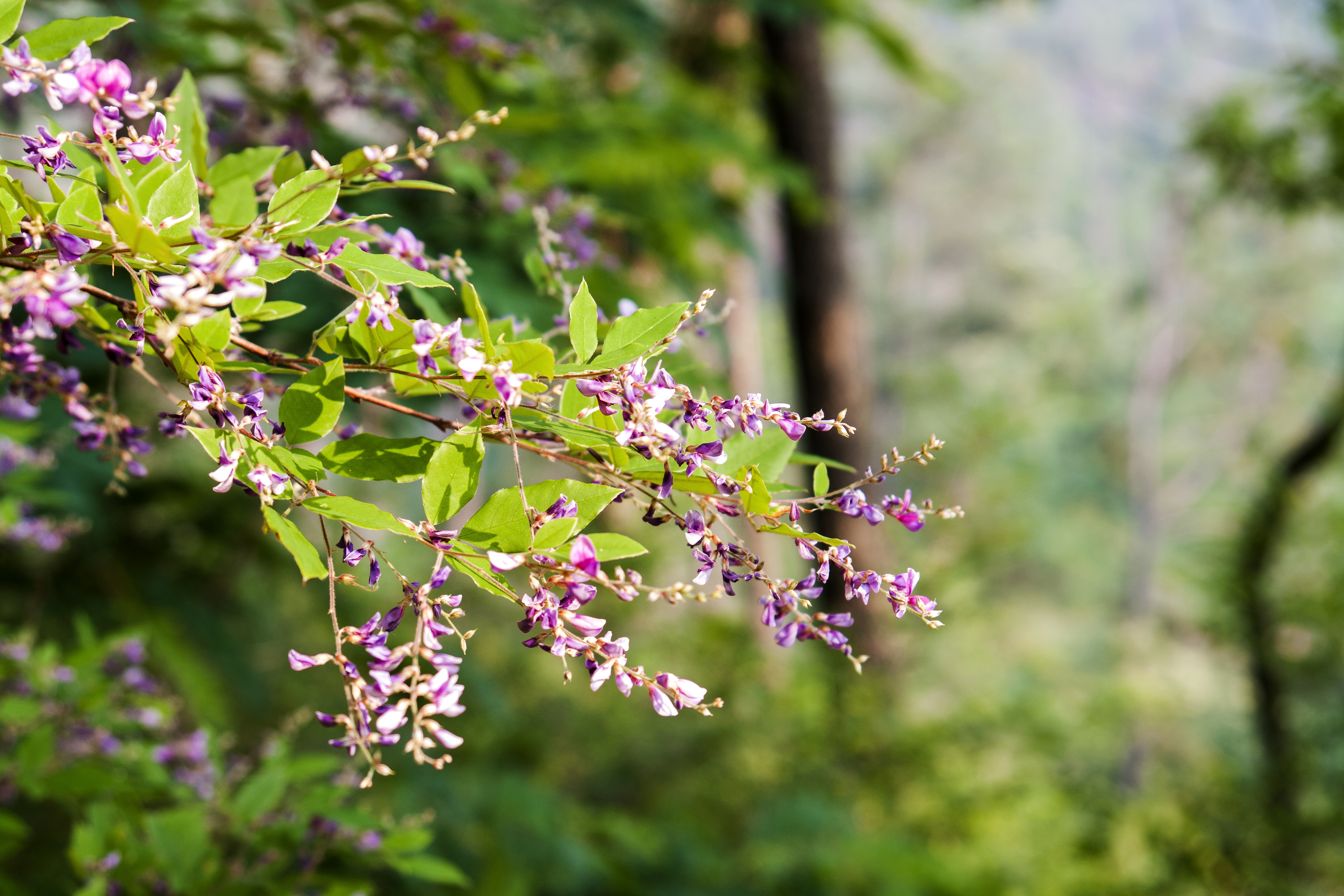
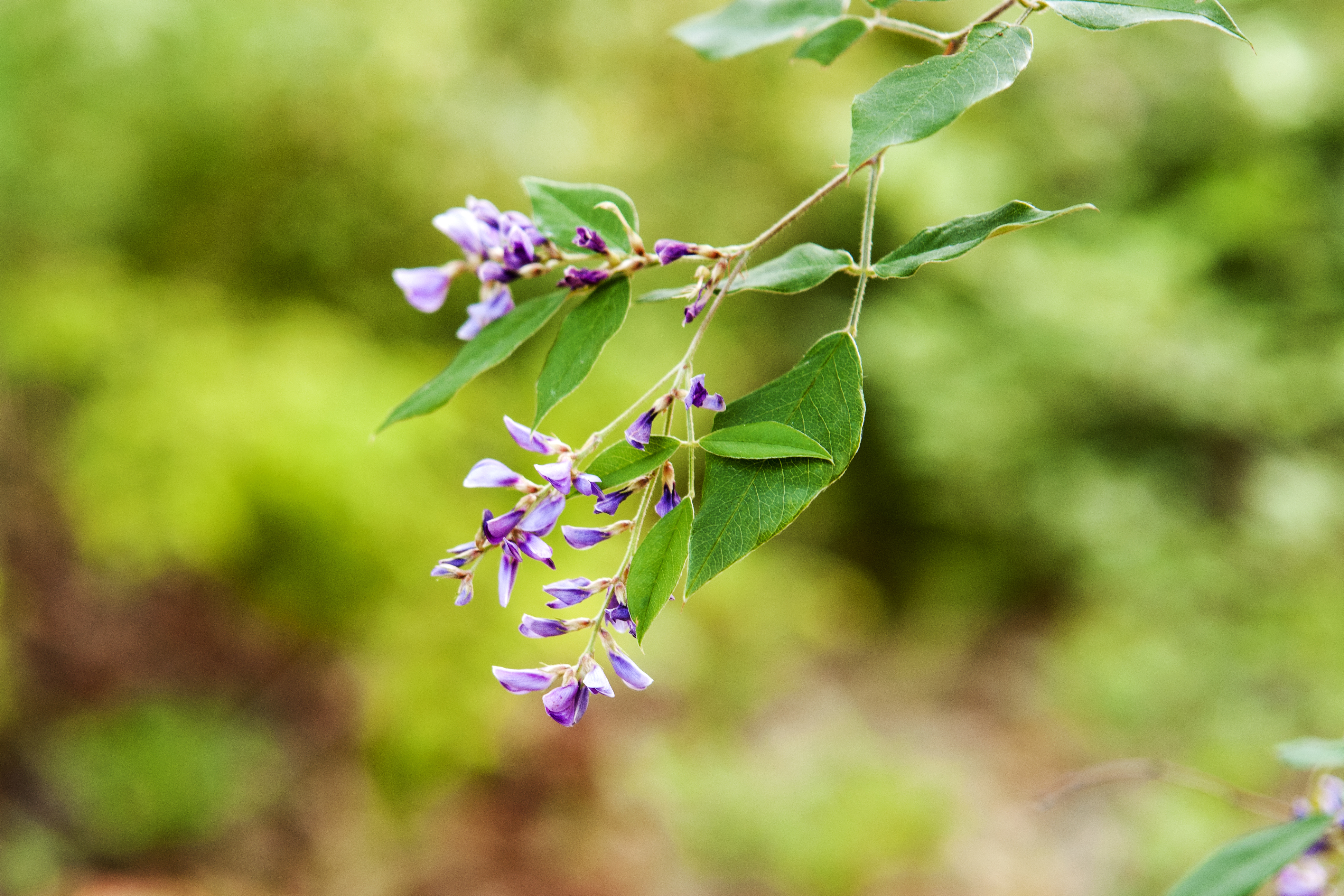